# Ylodes calcaratus
Ylodes calcaratus är en nattsländeart som först beskrevs av Martynov 1928.  Ylodes calcaratus ingår i släktet Ylodes och familjen långhornssländor. Inga underarter finns listade i Catalogue of Life.